# Piwi
Piwi (PIWI, от англ. P-element induced wimpy testis) — семейство генов, кодирующих регуляторные белки, участвующие в обеспечении неполной дифференцировки стволовых клеток, а также в поддержании постоянных значений темпов деления клеток зародышевой линии (то есть белки Piwi могут экспрессироваться и в обычных соматических клетках). Белки Piwi высококонсервативны и имеются как у растений, так и у животных (от губок до человека).

## Функционирование
Piwi-домены — это белковые домены, имеющиеся у белков семейства Piwi, а также большой группы родственных им белков, связывающихся с нуклеиновыми кислотами (главным образом, РНК). Этот домен функционирует в гидролизе одноцепочечных РНК-мишеней, направляемом образованием РНК-дуплекса при участии связанной с белком регуляторной РНК, связывающейся с РНК-мишенью (РНК-интерференция). Такая активность характерна для белков группы Argonaute, поэтому белки Piwi относят к этой группе. Белки Argonaute — наиболее хорошо изученные РНК-связывающие белки, обладающие активностью, схожей с активностью РНКаза H. Их каталитическая активность сопровождается образованием РНК-индуцируемого комплекса выключения гена (RISC). Такой малой регуляторной РНК могут быть, в частности, малые интерферирующие РНК. У закристаллизованных белков Piwi выявлен консервативный сайт связывания с основаниями, расположенными на 5'-конце ассоциированной с белком РНК. В случае белков, ассоциированных с малыми интерферирующими РНК, последнее неспаренное основание РНК, не вступающее во взаимодействие с мишенью, стабилизируется за счёт стэкинг-взаимодействий РНК с остатками тирозина белка.
Некоторые белки Piwi связываются с особыми малыми некодирующими РНК — piРНК, и функционируют в комплексе с ними. Обычно их активность направлена на сайленсинг - подавление экспрессии генов транспозонов в клетках зародышевой линии. У мыши к таким белкам относятся Mili, Miwi и Miwi2, а у человека — HIWI (или PIWIL1), HILI (или PIWIL2), HIWI2 (или PIWIL4) и HIWI3 (или PIWIL3).
Кроме того, в клетках зародышевой линии некоторые белки Piwi функционируют в комплексе с микроРНК, тем самым играя важную роль в раннем развитии и морфогенезе у дрозофилы.
Обнаружено что белки Piwi могут функционировать в качестве регулятора геномной целостности соматических стволовых клеток, необходимой для долгосрочного поддержания и функционирования стволовых клеток. Они препятствуют возрастной активации ретротранспозонов, механизмов повреждения ДНК, потере гетерохроматина и апоптозу стволовых клеток. Поэтому сверхэкспрессия некоторых Piwi предотвращает дисфункцию стволовых клеток, обусловленную возрастом
Избыточная экспрессия одного из наиболее важных человеческих белков семейства Piwi, HIWI, приводит к развитию опухолей, в частности, семиномы.
Известно, что у планарий белки Piwi участвуют в процессе регенерации утраченных частей тела. Кроме того, у дрозофилы эти белки связываются с политенными хромосомами в клетках слюнных желёз. Более того, мутации Piwi могут обусловливать мозаичность цвета глаз; также отмечена роль белков piwi в функционировании головного ганглия дрозофилы.
Возможно, белки Piwi также играют некоторую роль в развитии раковых заболеваний.